# New York State Department of Transportation

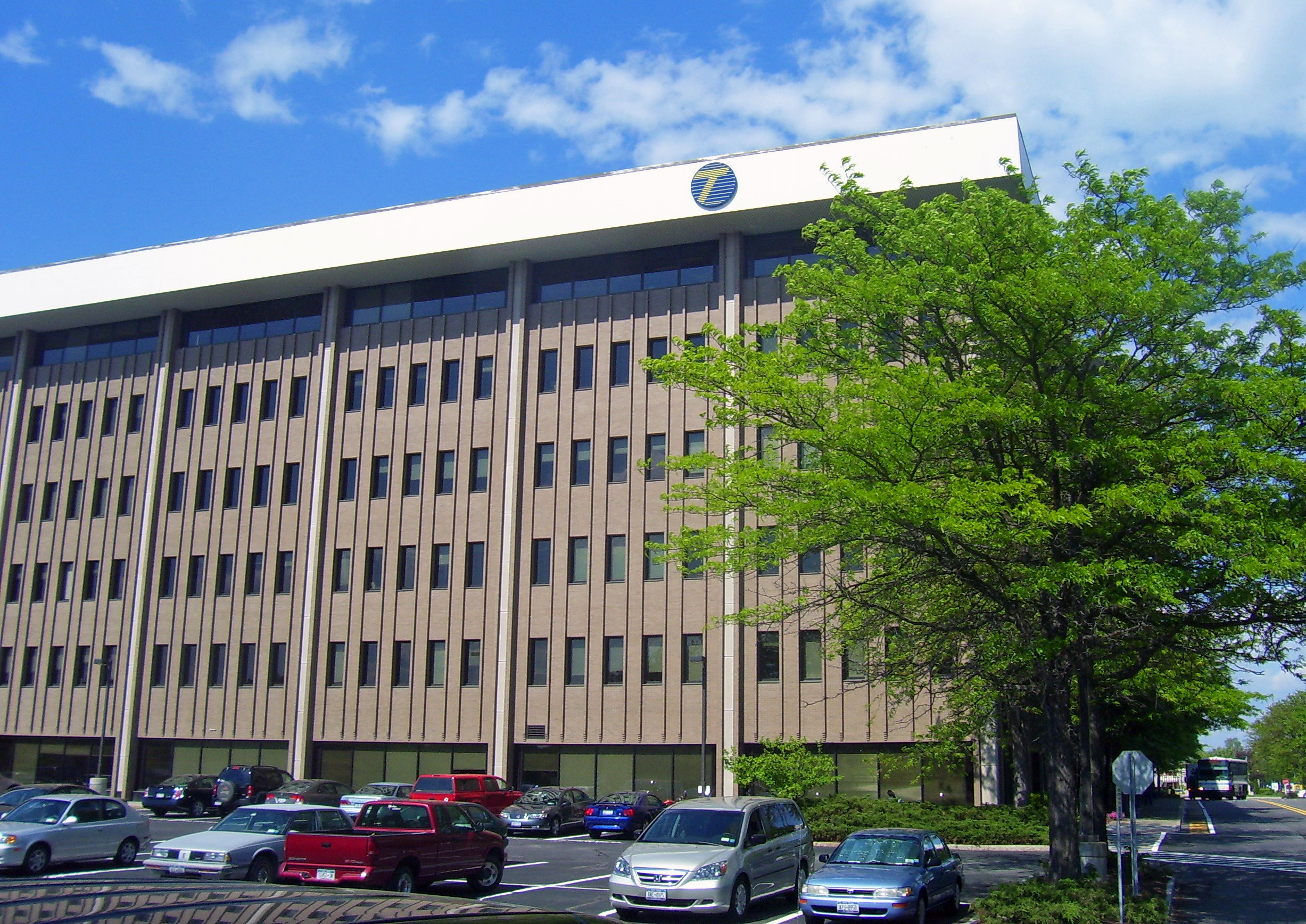
Hauptgebäude der Zentrale des NYSDOT in Albany

Das New York State Department of Transportation (abgekürzt NYSDOT) ist eine Behörde des US-Bundesstaates New York, die für Teile der Transportinfrastruktur des Staates zuständig ist. Hierzu gehört Wartung und Betrieb von staatseigenen Autobahnen, Eisenbahnen, Nahverkehr, Häfen, Wasserstraßen und Luftfahrteinrichtungen. Weitere Transport Infrastruktur Einrichtungen werden von der New York State Thruway Authority unterhalten. In der Stadt New York City ist das New York City Department of Transportation, die Triborough Bridge and Tunnel Authority und die Port Authority of New York and New Jersey für Straßen Brücken und Hafenbetrieb zuständig.
Die Zentrale des New York State Department of Transportation befindet sich in der 50 Wolf Road in Albany. Mit der Leitung der Behörde wurde Joan McDonald am 14. Januar 2011 vom Gouverneur Andrew Cuomo beauftragt. Die Behörde hat etwa 10000 Angestellte.

## Aufgaben
Die vom NYSDOT zu verwaltende Infrastruktur des Staates New York umfasst unter anderem:
- Ein Straßennetz mit mehr als 180000 Kilometern Autobahn und mehr als 17400 Brücken.
- Ein Schienennetz mit mehr als 5600 Gleiskilometern.
- 485 öffentliche und private Luftfahrt-Einrichtungen.
- Mehr als 130 Betreibergesellschaften des öffentlichen Personennahverkehrs.
- Die 12 wichtigsten öffentlichen und privaten Häfen.[2]

## Geschichte
In seiner etwa zweihundertjährigen Geschichte hat das New York State Department of Transportation und seine Vorgängerbehörden unter anderem den Bau des Eriekanal und die Planung und Entwicklung der heutigen Autobahnen und Verkehrsflughäfen im Staat New York begleitet.
- Im Jahr 1777 wurde das Office of Surveyor General reorganisiert.
- Im Jahr 1810, wurde die Erie Canal Commission gegründet um den Eriekanal zu planen und zu bauen, und anschließend die Wartung des Kanals zu übernehmen.
- Im Jahr 1846 übernahm das State Engineer and Surveyor die Aufgaben des Office of Surveyor General.
- Im Jahr 1878 übernahm das Superintendent of Public Works die Verwaltung der Kanäle.
- Im Jahr 1907 übernahm die Public Service Commission die Verantwortung für die wirtschaftliche Sicherheit und Regulierung der privat betriebenen Transportgesellschaften.
- Im Jahr 1909 wurde das New York State Department of Highways gegründet um Planung, Bau und Wartung der Autobahnen zu koordinieren.
- Im Jahr 1927 übernahm das New York State Department of Public Works die Verwaltung der Autobahnen, Kanäle und öffentliche Gebäude im Staatsbesitz, die Public Service Commission und das New York State Department of Highways gingen in der neuen Behörde auf.
- Im Jahr 1967 wurde das New York State Department of Transportation gegründet, um in einer Behörde die staatlichen Aufgaben des Transports zusammenzufassen. Das Department of Public Works ging im NYSDOT auf.

## Organisation

Regionale Aufteilung

Das New York State Department of Transportation ist in 11 Regionalabteilungen aufgeteilt, die für folgende Gebiete zuständig sind:
- Region 1 (Capital District, Niederlassung in Schenectady): Albany, Essex, Greene, Rensselaer, Saratoga, Schenectady, Warren, Washington
- Region 2 (Mohawk Valley, Niederlassung in Utica): Fulton, Hamilton, Herkimer, Madison, Montgomery, Oneida
- Region 3 (Central New York, Niederlassung in Syracuse): Cayuga, Cortland, Onondaga, Oswego, Seneca, Tompkins
- Region 4 (Finger Lakes, Niederlassung in Rochester): Genesee, Livingston, Monroe, Ontario, Orleans, Wayne, Wyoming
- Region 5 (Western New York, Niederlassung in Buffalo): Cattaraugus, Chautauqua, Erie, Niagara
- Region 6 (Central Southern Tier, Niederlassung in Hornell): Allegany, Chemung, Schuyler, Steuben, Yates
- Region 7 (North Country, Niederlassung in Watertown): Clinton, Franklin, Jefferson, Lewis, St. Lawrence
- Region 8 (Hudson Valley, Niederlassung in Poughkeepsie): Columbia, Dutchess, Orange, Putnam, Rockland, Ulster, Westchester
- Region 9 (Southern Tier, Niederlassung in Binghamton): Broome, Chenango, Delaware, Otsego, Schoharie, Sullivan, Tioga
- Region 10 (Long Island, Niederlassung in Hauppauge): Nassau, Suffolk
- Region 11 (New York City, Niederlassung in Queens): Bronx, Brooklyn, Manhattan, Queens, Staten Island

## NYSDOT Reference Marker

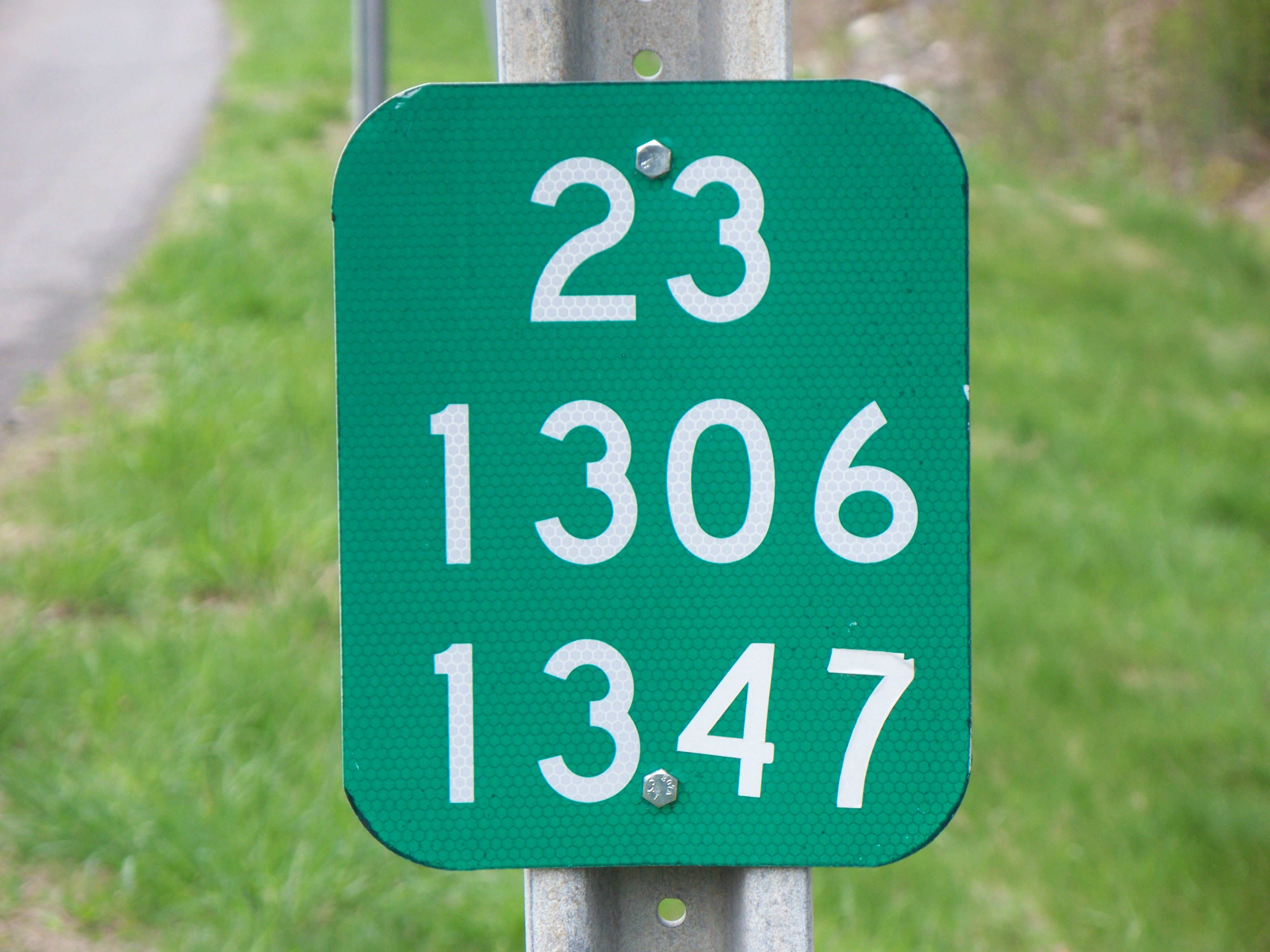
NYSDOT Reference Marker an der NY 23 Staatsstraße

Die von NYSDOT verwalteten Staatsstraßen sind etwa alle 10 Meilen mit Markierungen (Reference Marker) versehen, die die Straßennummer in der ersten Zeile zeigen. Die zweite Zeile zeigt in Spalte 1 die Zuständigkeit der jeweiligen Regionalabteilung (1–9), 0 steht für Long Island und X für New York City und die Anzahl der Countygrenzen, die diese Straße überquert hat. Die dritte Zeile zeigt in der ersten Spalte eine Kontrollnummer und danach die Entfernung in zehntel Meilen von der letzten Countygrenze oder des letzten Kontrollsegments.